# Magyarnádalja
Magyarnádalja (dt.: Obernadelau) ist eine ungarische Gemeinde im Kreis Körmend des Komitats Vas. Die Grenze zu Österreich verläuft 2 km entfernt südwestlich.
Am 1. Januar 2011 lebten 219 Einwohner auf einer Fläche von 3,85 km².

## Geografische Lage
Magyarnádalja liegt 4 km westlich von Körmend. Die Grenze zu Österreich verläuft 2 km südwestlich sowie nordwestlich des Dorfes. Wenig südwestlich von Magyarnádalja mündet die Strem in die Pinka, die ein linker Nebenfluss der Raab ist.
Am 1. Januar 2011 lebten 216 Einwohner auf einer Fläche von 3,85 km².